# Douai British Cemetery
Douai British Cemetery est un cimetière militaire britannique situé à Cuincy, dans le Nord, en France. Contrairement à ce que son nom indique, il n'est pas situé sur le finage de Douai.